# Pseudogramma
Pseudogramma – rodzaj ryb okoniokształtnych z rodziny strzępielowatych (Serranidae).

## Klasyfikacja
Gatunki zaliczane do tego rodzaju:
- Pseudogramma astigma
- Pseudogramma australis
- Pseudogramma axelrodi
- Pseudogramma erythrea
- Pseudogramma gregoryi
- Pseudogramma guineensis
- Pseudogramma megamyctera
- Pseudogramma pasquensis
- Pseudogramma pectoralis
- Pseudogramma polyacantha
- Pseudogramma thaumasia
- Pseudogramma xantha